# Wormaldia saekiensis
Wormaldia saekiensis är en nattsländeart som beskrevs av Kobayashi 1980. Wormaldia saekiensis ingår i släktet Wormaldia och familjen stengömmenattsländor. Inga underarter finns listade i Catalogue of Life.